# Sveinbjörn Egilsson
Sveinbjörn Egilsson (Innri-Njarðvík, 24 februari 1791 – Reykjavik, 17 augustus 1852) was een IJslands dichter, leraar en theoloog.

## Levensloop
Sveinbjörn Egilsson werd geboren als zoon van een IJslandse herenboer. Van 1814 tot 1819 studeerde hij theologie aan de Universiteit van Kopenhagen. Terug in IJsland werd hij leraar aan het gymnasium in Bessastaðir. Hij was stichtend lid van Fornfræðafélagið, een genootschap voor klassieke letteren. Hij is vooral bekend voor zijn IJslandse vertalingen van de Ilias en de Odyssee van Homerus.